# 佐久間勝年
佐久間 勝年（さくま かつとし）は、江戸時代前期の武将。信濃国長沼藩の世嗣。通称は源六郎。官位は左兵衛尉、因幡守、のち従五位下・信濃守。

## 生涯
天正18年（1590年）、後北条氏の家臣・佐久間勝之（のち信濃国長沼藩主）の嫡男として相模国小田原にて誕生。母は佐々成政の娘。
父に従って徳川家康に仕え、関ヶ原の戦いや大坂の陣に出陣し戦功をあげたという。戦後、父が信濃長沼藩主になるが、信濃水内郡内に所領5000石があり長沼城内に別館を構えたと伝える。寛永3年（1626年）、江戸幕府2代将軍・徳川秀忠の上洛の際には父と共に随行し、後水尾天皇の二条城行幸にも供奉した。
寛永7年（1630年）、父に先立って死去。戒名は大龍院玄銕関叟。江戸で没し（『寛永諸家系図伝』）近江国高島郡中之庄村幡岳寺に葬る（『寛政重修諸家譜』）というが、いずれにも墓所は現存しない。長沼城下には勝年の菩提を弔うため石村（長野市豊野町）の神宮寺を移転して大龍院と改め、勝年の墓塔が建てられた。この寺はのちに勝年居館跡に移転され貞心寺（長野市穂保）となり、現在も墓塔と位牌がまつられている。
遺領は一旦収公されたものか定かでないが、長男・勝盛が寛永9年（1632年）に祖父・勝之の死去に伴い、長沼藩領から5000石の分知をうけて旗本となり「長沼知行所」を興している。